# Challenger de Braunschweig 2016
El torneo Sparkassen Open 2016 es un torneo profesional de tenis. Pertenece al ATP Challenger Series 2016. Se disputará su 23.ª edición sobre superficie tierra batida, en Braunschweig, Alemania entre el 4 al el 10 de julio de 2016.

## Jugadores participantes del cuadro de individuales
| Favorito | País                 | Jugador            | Rank1 | Posición en el torneo |
| -------- | -------------------- | ------------------ | ----- | --------------------- |
| 1        | Bandera de Brasil    | Thomaz Bellucci    | 62    | CAMPEÓN               |
| 2        | Bandera de España    | Íñigo Cervantes    | 75    | FINAL                 |
| 3        | Bandera de Alemania  | Florian Mayer      | 80    | Segunda ronda         |
| 4        | Bandera de Alemania  | Jan-Lennard Struff | 86    | Segunda ronda         |
| 5        | Bandera de Argentina | Leonardo Mayer     | 90    | Primera ronda         |
| 6        | Bandera de Portugal  | Gastão Elias       | 92    | Primera ronda         |
| 7        | Bandera de Argentina | Facundo Bagnis     | 93    | Segunda ronda         |
| 8        | Bandera de Rusia     | Karen Jachanov     | 100   | Segunda ronda         |

- 1 Se ha tomado en cuenta el ranking del 27 de junio de 2016.

### Otros participantes
Los siguientes jugadores recibieron una invitación (wild card), por lo tanto ingresan directamente al cuadro principal (WC):
- Matthias Bachinger
- Andreas Beck
- Daniel Masur
- Jan-Lennard Struff

Los siguientes jugadores ingresan al cuadro principal tras disputar el cuadro clasificatorio (Q):
- Juan Ignacio Galarza
- Gianluca Mager
- Ante Pavić
- Cedrik-Marcel Stebe

## Campeones

### Individual Masculino
- Thomaz Bellucci derrotó en la final a  Íñigo Cervantes, 6–1, 1–6, 6–3

### Dobles Masculino
- James Cerretani /  Philipp Oswald derrotaron en la final a  Mateusz Kowalczyk /  Antonio Šančić, 4–6, 7–6(5), [10–2]